# Kevin Rutmanis
Kevin Rutmanis (nacido el 17 de octubre de 1958) es un bajista estadounidense. Es descendiente de letones, a finales de 1985, junto con su hermano menor Sandris Rutmanis y Thor Eisentrager, que luego sería parte de Jayhawks y con el baterista Norm Rogers arman la banda The Cows.  Antes de que The Cows se separara, Rutmanis comenzó a tocar el bajo para The Melvins desde 1998 a 2005. También fue bajista en el supergrupo Tomahawk con Mike Patton. Kevin tocó el bajo para Tomahawk's en los primeros dos CD titulados Tomahawk y Mit Gas, también participó de las dos giras mundiales para promocionar ambos álbumes, actualmente esta con Hepa/Titus. 

## Discografía

### Cows
- 1987 - Taint Pluribus Taint Unum
- 1989 - Daddy Has a Tail
- 1990 - Effete and Impudent Snobs
- 1991 - Peacetika
- 1992 - Cunning Stunts
- 1993 - Sexy Pee Story
- 1994 - Orphan's Tragedy
- 1996 - Whorn
- 1998 - Sorry in Pig Minor

### Melvins
- 1999 - The Maggot
- 1999 - The Bootlicker
- 2000 - The Crybaby
- 2000 - Live at Slim's 8-Track Tape
- 2001 - Colossus of Destiny
- 2001 - Electroretard
- 2002 - Hostile Ambient Takeover
- 2004 - Pigs of the Roman Empire (con Lustmord)
- 2004 - Never Breathe What You Can't See (con Jello Biafra)
- 2005 - Sieg Howdy! (con Jello Biafra)

### Tomahawk
- 2001 - Tomahawk
- 2003 - Mit Gas

### Hepa/Titus
- 2011 - The Giving Brain
- 2012 - Follow Me
- 2014 - Gettin' It On
- 2016 - FM Warm Weather
- 2017 - Omega Pig
- 2018 - Champagne of Incest
- 2019 - Blue Fat Pussy

### Teenage Larvae
- 1993 - Songs For Pigs
- 2017 - Omega Pig